# Ольшанський Василь Павлович
Ольшанський Василь Павлович (3 липня 1944 — 9 листопада 2021) — доктор фізико-математичних наук, професор кафедри фізики і теоретичної механіки Державного біотехнологічного університету

## Біографія
Василь Ольшанський народився 3 липня 1944 року в с. Голінка Роменського району Сумської області.
У 1961 році навчався у середній школі Лохвицького району на Полтавщині.
У 1967 році з відзнакою закінчив інженерно-фізичний факультет Харківського політехнічного інституту.
З 1967 по 1971 роки навчався в аспірантурі Харківського політехнічного інституту.
У 1971 році захист кандидатської дисертації.
У 1973 році працював науковим співробітником у філії Інституту механіки АН УРСР; 1975 рік — старший науковий співробітник.
З 1975 по 1977 роки працював старшим викладачем кафедри колісних і гусеничних машин Харківського політехнічного інституту; 1977 рік — старший викладач кафедри вищої математики.
У 1979 році працював доцентом кафедри прикладної і будівельної механіки Запорізького індустріального інституту.
У 1980 році працював старшим викладачем кафедри вищої математики Харківського політехнічного інституту; 1984 рік — доцент кафедри, 1992 рік — професор кафедри.
У 1990 році навчався в Казанському університеті (нині Казанський (Приволжський) Федеральний університет), спеціальність: 01.02.04 -«Динаміка твердого деформівного тіла»; здобув ступінь доктора фізико-математичних наук.
У 1992 році отримав атестат професора по кафедрі вищої математики.
З 1992 по 2004 роки очолював кафедру фундаментальних дисциплін та прикладної механіки в Академії цивільного захисту України.
З 2005 року по цей час Василь Ольшанський працює на посаді професора кафедри теоретичної механіки та деталей машин Харківського національного технічного університету сільського господарства імені Петра Василенка.
У 2013 році Василь Павлович обраний академіком Академії наук вищої освіти України.
З 1 вересня 2021 року професор кафедри фізики та вищої математики у Державному біотехнологічному університеті.
9 листопада 2021 року пішов із життя.

## Праці
Василь Ольшанський — автор понад 650 праць. Серед них 10 підручників з грифами відповідних міністерств, 21 монографія та 12 методичних рекомендацій.
Наукові  дослідження: моделювання коливан механічних систем та температурних полів при самозігріванні рослинної сировини у силосах з ідентифікацією осередків самозігрівання; динаміка вібросепарованих зернових сумішей; балістика матеріальної частинки у середовищі з опором; динаміка розпилених вогнегасних рідин та пожежних гідравлічних струменів.

## Відзнаки та нагороди
Чисельні грамоти і подяки, в тому числі від міністерств України.